# George Banks
George Banks (Rillito, Arizona, 1972. október 9. –) amerikai kosárlabdázó.
1995-ben diplomázott (UTEP) majd ebben az évben a Miami Heat a második körben draftolta, azonban az NBA-ben nem játszott. A CBA-ben töltött egy év után európai karrierjét Olaszországban kezdte. Játszott még Venezuelában, Izraelben, Törökországban és Cipruson is.
Magyarországra a 2006/2007-es szezonban érkezett az Albacomp csapatához. Átlagban 23,5 pontot és 10,0 lepattanót ért el 12 mérkőzésen mielőtt tisztázatlan körülmények között elhagyta csapatát. Később a Körmend csapatában játszott (a 2008/2009-es szezonban), ahol a játékengedélyért cserébe a tartozásait a klubja rendezte. 2009/2010-es szezonra tért vissza újra az Albacomp csapatához.

## Nemzetközi szereplés
- 2008/2009 EuroChallenge (Körmend)

## Sikerei
- ciprusi kupagyőztes (2003)

## Klubjai
- 1991/1992  Central Arizona
- 1992/1993  Central Arizona
- 1993/1994  UTEP
- 1994/1995  UTEP
- 1995/1996  Shreveport (CBA), Rockford Lightning (CBA)
- 1996-1998  Banco di Sardenga Sassari, Caracas (Venezuela)
- 1998/1999  Ramat Gan
- 1999/2000  Banco di Sardenga Sassari, New Mexico Slam
- 2001/2002  Canberra Cannons
- 2002/2003  Elma APOEL Nicosia
- 2003/2004  Keravnos Strovolou Nicosia
- 2004/2005  Banvit Basketbol Kulübü
- 2005/2006  Keravnos Cyprus College
- 2006/2007  Albacomp
- 2008/2009  BC Lami-Véd Körmend
- 2009/2010  Albacomp